# Knardijk
De Knardijk is een binnendijk die als landscheiding de grens vormt tussen Oostelijk en Zuidelijk Flevoland. Hij is oorspronkelijk aangelegd als de zuidelijke buitendijk van de droog te leggen polder Oostelijk Flevoland, die de eerste fase (1957) vormde in de aanleg van de grotere polder Flevoland. Doordat Zuidelijk Flevoland aanzienlijk later werd voltooid (1968), bleef de Knardijk nog lange tijd een volwaardige buitendijk, die de scheiding vormde tussen het nieuwe land en het buitenwater in het zuidelijke compartiment van het IJsselmeer.
Langs een groot deel van de Knardijk lopen de Lage en Hoge Knartocht aan de noordzijde, en de Ooievaarstocht aan de zuidzijde.
De Knardijk dankt zijn naam aan de vroegere ondiepte de Knar in de Zuiderzee. De Knardijk is 18 kilometer lang en in eigendom van waterschap Zuiderzeeland. De dijk is tevens een ecologische verbindingszone. Het zuidelijke uiteinde van de Knardijk, vanaf de rotonde Ganzendijk/Knardijk tot aan de Biezenburcht, loopt langs het Wolderwijd en heeft nog steeds een waterkerende functie. Wanneer dit deel wordt meegerekend is de Knardijk 23 km lang.

## Functies
De twee hoofdvaarten in de Flevopolder, de Lage en de Hoge Vaart, worden in de Knardijk onderbroken door sluizen, de Lage Knarsluis en de Hoge Knarsluis. Behalve dat zij de historische scheiding tussen Oostelijk en Zuidelijk Flevoland vormt, brengt de Knardijk ook een waterstaatkundige compartimentering van de Flevopolder tot stand. De dijk voorkomt dat bij een dijkdoorbraak de hele Flevopolder onder water loopt. Door het sluiten van de beide sluizen wordt een mogelijke inundatie tot de helft van de Flevopolder beperkt.
Over de Knardijk ligt een weg. Deze is bij de sluizen alleen voor fietsers berijdbaar. Het deel van de N707 dat aan de zuidoostkant in het verlengde van de dijk ligt, heet eveneens Knardijk. In de rotonde bij Harderhaven heeft de weg een afslag als de N302. Vóór de aanleg van de huidige brug en aquaduct liep de N302 hier over het laatste stuk Knardijk, over de (niet meer bestaande) sluis langs haven De Knar, door tot in Harderwijk. In luchtfotografie is dit stuk dijk aan weerszijden van de N302 nog te herkennen tussen het aquaduct en de brug. De N302 heet tussen Harderhaven en de A28 nog altijd Knardijk, ook al ligt het na veel herinrichtingen niet meer op het oorspronkelijke traject.

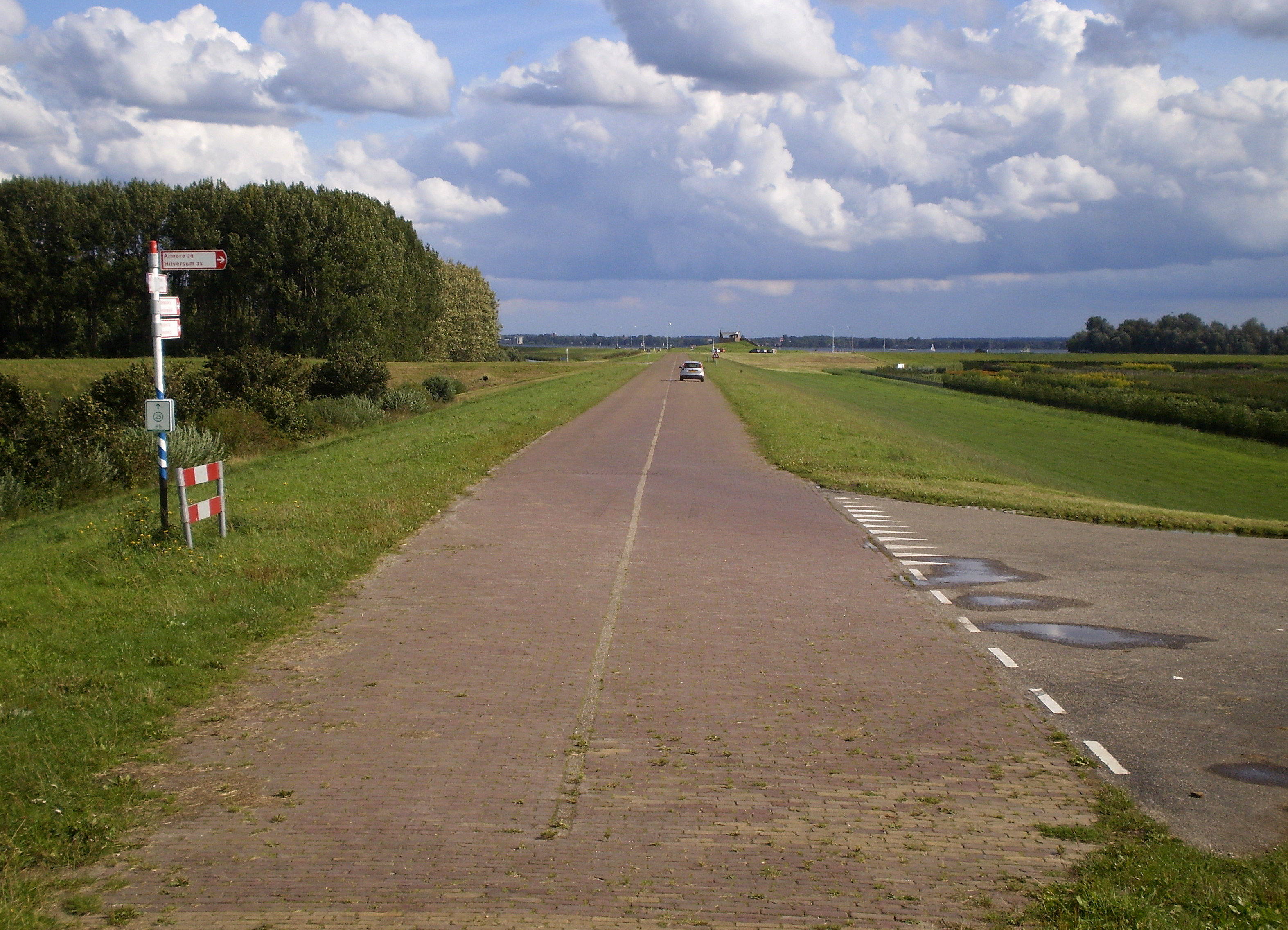
Zuidoostelijk deel van de Knardijk kijkend richting het Wolderwijd, met helemaal in  de achtergrond het oude land.
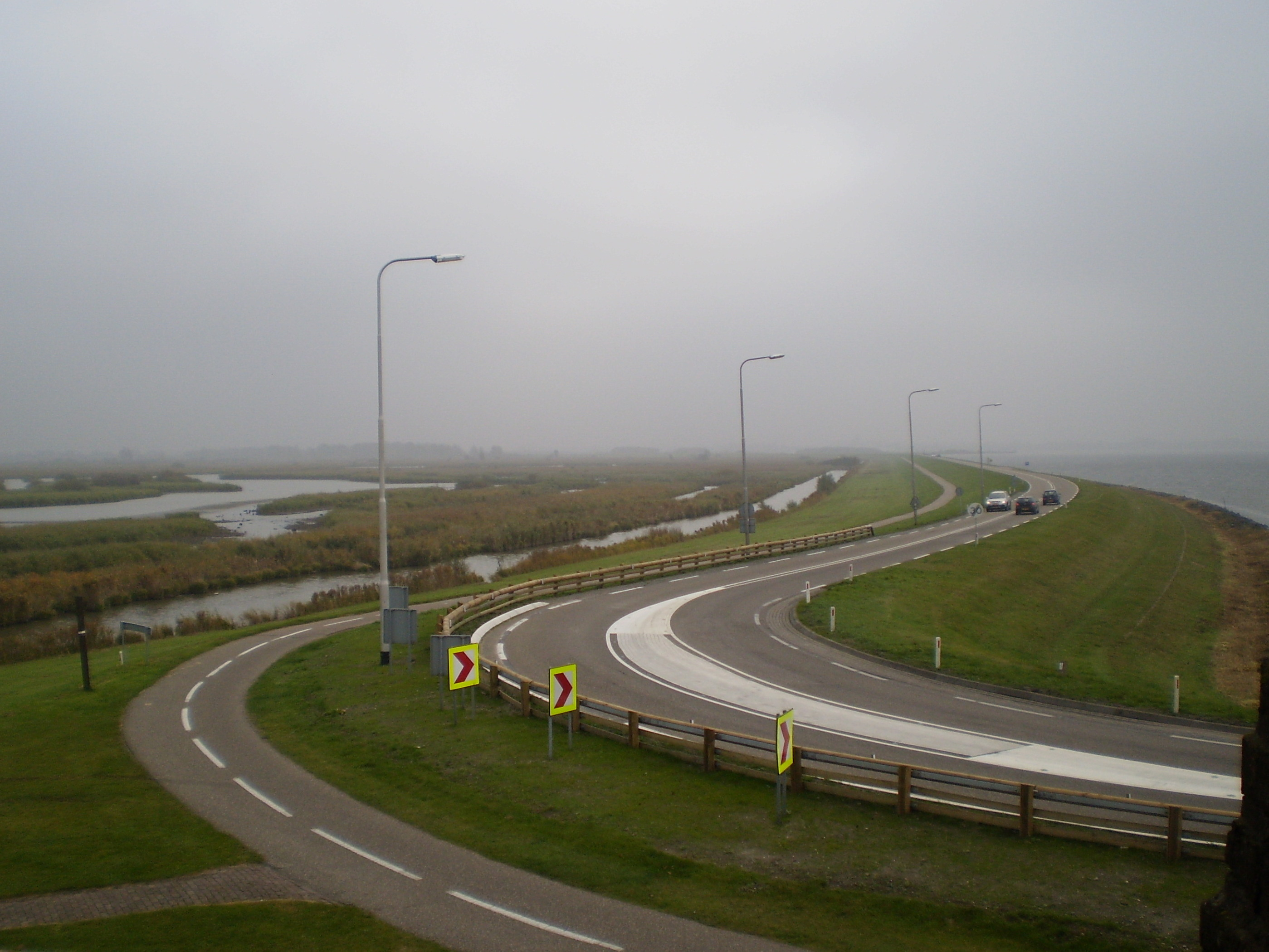
Knardijk aan de Harderwijkse kant, kijkend richting Harderwijk - bocht als aansluiting op de N707; links het Harderbroek
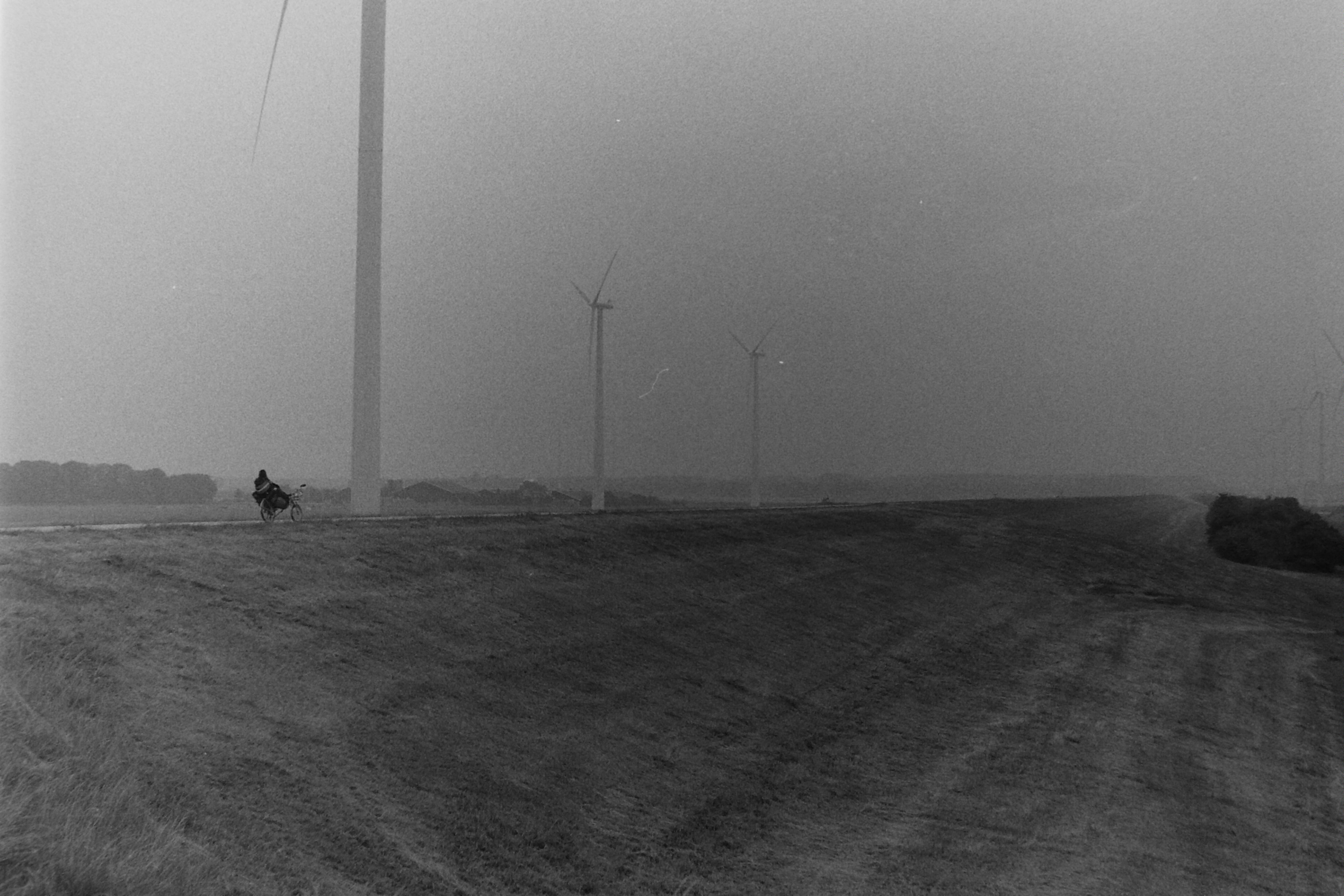
Knardijk ter hoogte van de Hoge Knarsluis richting het Noordwesten.